# Shime (Fukuoka)
Shime (jap. 志免町 Shime-machi) ist eine Gemeinde im Landkreis Kasuya in der Präfektur Fukuoka, Japan.
Die Gemeinde Shime hat 45.344 Einwohner (Stand: 1. Oktober 2016). 
Die Fläche beträgt 8,70 km² und die Einwohnerdichte ist etwa 5.212 Personen pro km².

## Angrenzende Städte und Gemeinden
- Fukuoka
- Kasuya
- Umi
- Sue